# George Engleheart

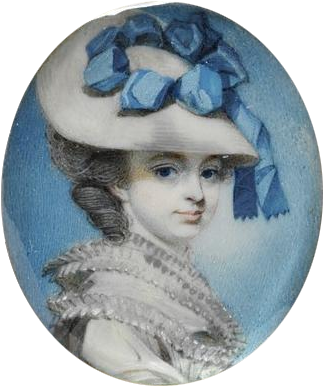
George Engleheart, Ritratto di una dama, circa 1780 (Victoria & Albert Museum)

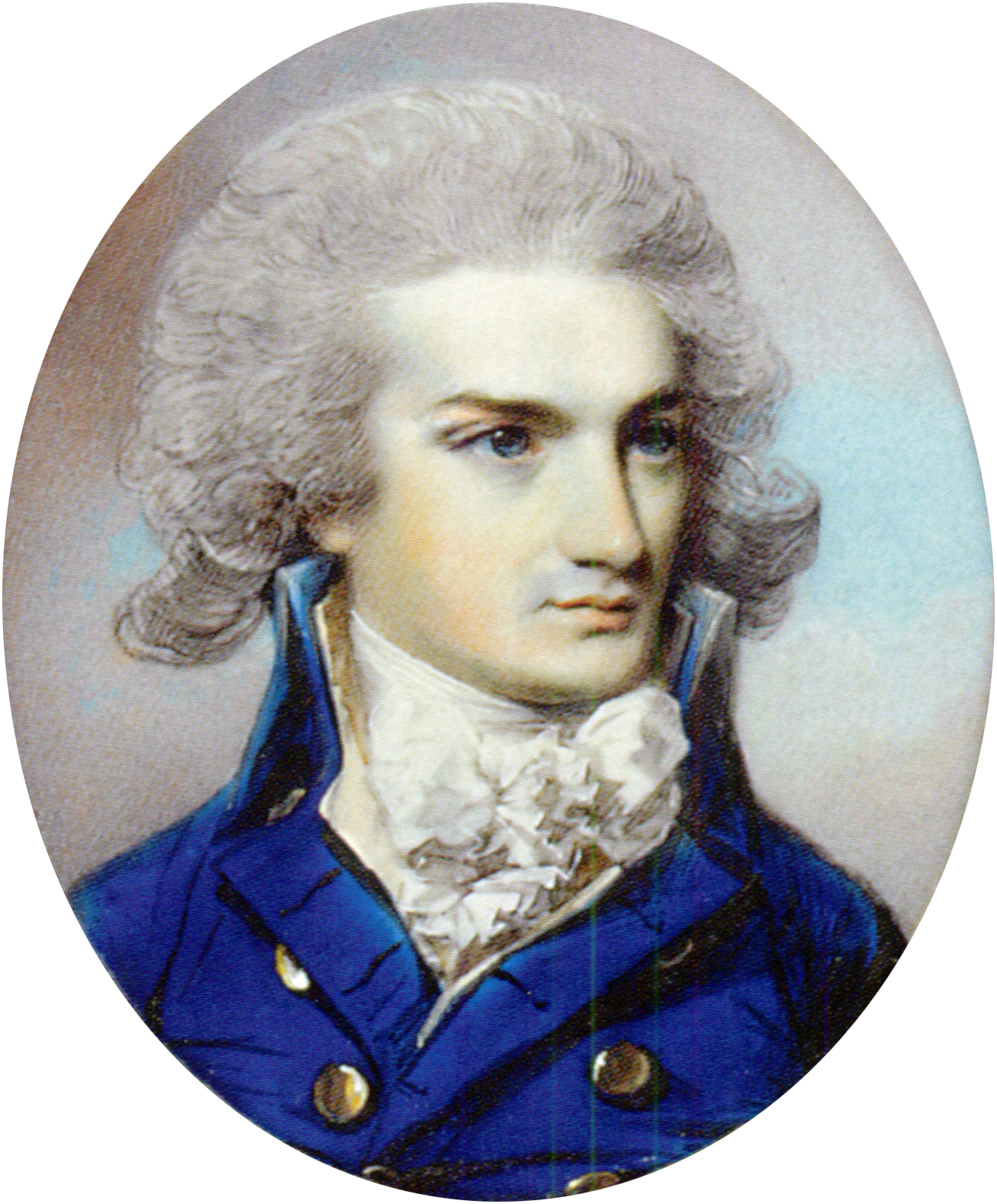
George Engleheart, Robert Gibbons, 1804

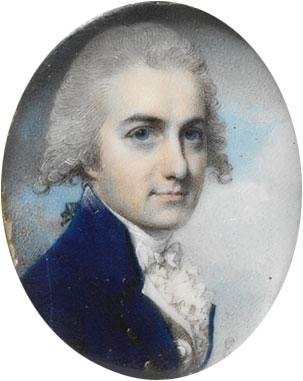
George Engleheart, John Dyer Collier, circa 1785 (Victoria & Albert Museum)

George Engleheart (Richmond upon Thames, ottobre 1752 – Blackheath, 21 marzo 1829) è stato un pittore, miniaturista specializzato in ritratti in miniatura all'acquarello, britannico.

## Biografia
Ammesso nel 1769 alla Royal Academy Schools, George Engleheart divenne uno degli allievi prediletti di George Barret. Nel 1773 entrò nello studio di Joshua Reynolds e si specializzò in ritratti in miniatura, ad acquarello, su supporto in avorio, nei colori morbidi dell'azzurro, del blu marine, del rosa pallido, della gamma dei grigi. Considerato uno dei più raffinati pittori miniaturisti dell'Inghilterra georgiana, riprodusse anche, all'acquarello e in scala minore, alcuni dipinti ad olio di Reynolds. Espose per la prima volta alla Royal Academy di Londra nel 1773 e da quello stesso anno ebbe una propria bottega. Dopo il 1813 si ritirò a vita privata e da allora dipinse unicamente ritratti di amici e di familiari.
Su un taccuino, prezioso per ricostruire la sua opera, annotava le miniature realizzate e il prezzo che ne aveva ricavato. Sappiamo così che dipinse 4853 ritratti in miniatura, in 39 anni di attività, con un ricavato di 1200 sterline l'anno. La sua prima residenza si trovava nel quartiere londinese di Mayfair, poi si trasferì a Princes Street, quindi a Hertford Street, nel 1783.
I suoi clienti appartenevano all'aristocrazia e si contendevano il privilegio di possedere un proprio ritratto in miniatura, dipinto da George Engleheart. Egli eseguì cinque ritratti del re Giorgio III d'Inghilterra, da cui nel 1789 ebbe la nomina prestigiosa di Pictor Primus.
Sposò nel 1776 Elizabeth Brown che morì tre anni più tardi. Engleheart si risposò nel 1781 con Ursula Sarah Brown - sorella della sua prima moglie - da cui nacquero George, Nathaniel, Henry ed Emma. Anche suo nipote John Cox Dillman Engleheart, da lui istruito nell'arte, è stato un pittore miniaturista, ma non raggiunse il livello di raffinatezza dello zio. Un catalogo ragionato delle miniature di George Engleheart è uscito nel 1902.

## Miniature in musei
- Colonel Woodford, ovale, su avorio, 55 x 44 mm, circa 1788, Metropolitan Museum.
- Ritratto di gentiluomo, ovale, su avorio, 76 x 62 mm, circa 1795, Cleveland Museum of Art.